# Millennium Tower (Vienne)
Pour les articles homonymes, voir Millennium Tower.
La Millennium Tower de Vienne est un gratte-ciel de Vienne, en Autriche. D’une hauteur de 202 mètres, les bureaux occupent sa surface jusqu’à 171 mètres de hauteur. Une partie de la tour est occupée par un centre commercial, des restaurants et un cinéma.

## Architecture
La tour est composée de deux cylindres croisés ensemble portés par une construction mixte sidérurgique. L’entreprise qui l’a construite est l’ARGE Habau-Voest-Alpine MCE.
Elle a été dessinée par les architectes Gustav Peichl, Boris Podrecca et Rudolf F. Weber. 

## Utilisation

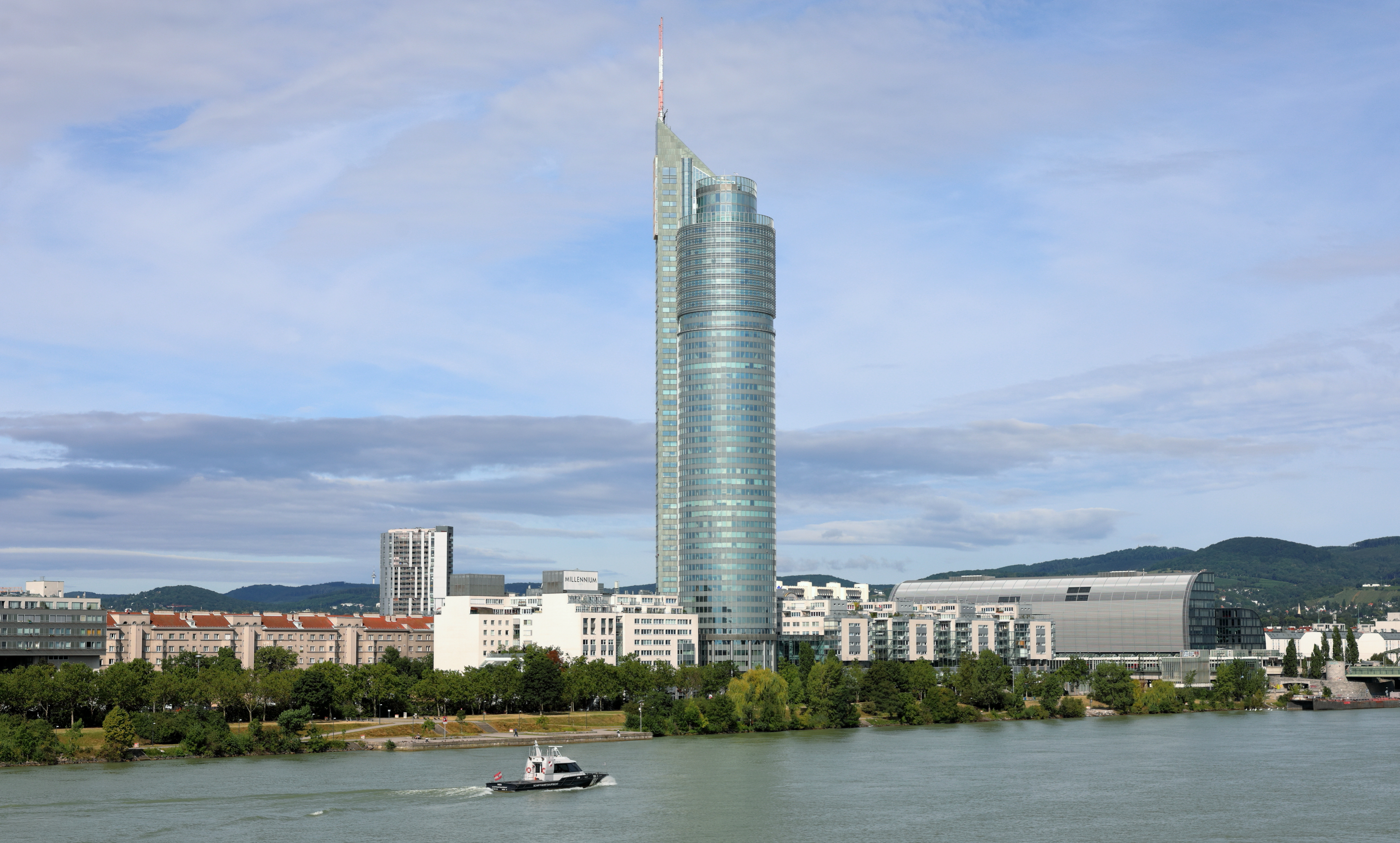
La Millennium Tower vue du Danube

La tour est occupée principalement par des bureaux, environ 120 entreprises de diverses branches en sont locataires, dont de grandes entreprises internationales comme Xerox, qui s’occupe ici de ses activités avec l’Europe de l'Est, comme beaucoup d’entreprises à Vienne, qui profitent des bonnes relations de Vienne et de l’Autriche avec les pays de l’Est. D'autres locataires sont Cirquent (de), Inode, Agip, Carlson Wagonlit ou encore Cisco. 
La Millennium Tower se trouve au 20e arrondissement, Handelskai numéro 94-96. 